# 툰브뢰드
툰브뢰드는 북부 스웨덴 요리에 속하는 납작빵이다. 툰브뢰드는 부드러울 수도 있으며 바삭한 툰브뢰드 또한 존재한다. 또한 재료로 사용되는 곡식과 팽창제, 그리고 빵의 모양에 따라 툰브뢰드는 여러 종류로 나뉜다. 툰브뢰드 반죽은 주로 밀과 보리로 만들어지며 어떤 레시피는 호밀을 포함하기도 한다. 팽창제는 효모와 탄산 암모늄 둘 모두 사용된다.
부드러운 툰브뢰드는 크레이프나 부리토와 같은 음식을 싸는 용도로 사용된다. 부드러운 툰브뢰드가 으깬 감자와 핫도그를 싸고 있는 형태의 툰브뢰드 롤 또한 스웨덴에서 유명한 패스트 푸드 중 하나이다.
으깬 감자와 청어를 더한 부리토 스타일의 툰브뢰드 레시피도 존재하며 전통적으로 툰브뢰드는 수르스트룀밍 (발효된 청어)과 같이 제공된다.

## 같이 보기
- 스웨덴 요리
- 수르스트룀밍
- 부리토
- 크레이프